# 天福寺 (福岡市)
天福寺（てんぷくじ）は、福岡県福岡市城南区にある臨済宗妙心寺派に属する寺。

## 歴史
草創は四条天皇の天福元年(1233年)高陽和尚が開山されたと伝わる。開山栄西禅師、開基源頼朝の「扶桑最初の禅窟」(日本最初の禅寺)である聖福寺の門外塔頭寺院として博多区冷泉町に位置し、臨済の法灯を守り続けていた。
博多天福寺は幕末に起こった乙丑の獄(1865年、元治2年/慶應元年)の謹皇派粛清で黒田藩家老加藤司書が切腹した寺であったことから、山門脇に黒田節「すめらみくにのもののふは…」の歌碑がある。
1983年(昭和58年)に油山(城南区南片江)に移転。
2018年現在では、有志による「涅槃会猪供養」や「九条の日平和祈念会」などが開催されている。
貝原益軒の『筑前国続風土記』に記されている西油山天福寺は福岡市博物館によれば現存しない謎の寺とされているので、当寺とは別の寺である。